# Ceredigion
Ceredigion este una dintre cele 22 zone de consiliu ale Țării Galilor. Pe lângă orașul reședință Aberaeron (1.500 loc), alte orașe importante sunt: Aberarth, Aberystwyth (11.000 loc.), Cardigan (4.000 loc.), Lampeter, Llanddewi Brefi, Llandysul, Llanilar, Llanrhystud, New Quay, Newcastle Emlyn  și Tregaron.
1. ↑  Directions to the Local Democracy and Boundary Commission for Wales 2016 (PDF)
2. ↑   https://ons.maps.arcgis.com/home/item.html?id=a79de233ad254a6d9f76298e666abb2b Lipsește sau este vid: |title= (ajutor)